# Tephrosia jamnagarensis
Tephrosia jamnagarensis är en ärtväxtart som beskrevs av Hermenegild Santapau. Tephrosia jamnagarensis ingår i släktet Tephrosia och familjen ärtväxter. Inga underarter finns listade i Catalogue of Life.